# Bromsgrove (distretto)
Bromsgrove è un distretto del Worcestershire, Inghilterra, Regno Unito, con sede nella città omonima.
Il distretto fu creato con il Local Government Act 1972, il 1º aprile 1974 dalla fusione del distretto urbano di Bromsgrove con il distretto rurale di Bromsgrove.

## Parrocchie civili
Le parrocchie, che non coprono l'area del capoluogo e di Rubery, sono:
- Alvechurch
- Barnt Green
- Belbroughton
- Bentley Pauncefoot
- Beoley
- Bournheath
- Catshill and North Marlbrook
- Clent
- Cofton Hackett
- Dodford with Grafton
- Finstall
- Frankley
- Lickey and Blackwell
- Lickey End
- Hagley
- Hunnington
- Romsley
- Stoke Prior
- Tutnall and Cobley
- Wythall